# Liste von Kreiseisenbahnen
In der Liste von Kreiseisenbahnen sind ehemalige Kreisbahnen verzeichnet. Als solche wurden in Deutschland sowohl Eisenbahnstrecken als auch -unternehmen bezeichnet, die überwiegend in einem (Land-)Kreis verkehrten und oft ein Eigenbetrieb der jeweiligen Gebietskörperschaft waren. Kreisbahnen waren meist untergeordnete Nebenbahnen. die als Klein-, Sekundär-, Lokal- oder Vizinalbahn konzessioniert waren. Vereinzelt tragen Verkehrsunternehmen beziehungsweise Bahnstrecken den Begriff Kreisbahn bis heute in ihrem Namen. 

## A
- Kreisbahn auf Alsen, Nordschleswig
- Apenrader Kreisbahn
- Kreis Altenaer Eisenbahn
- Kreisbahn Aurich

## B
- Bergheimer Kreisbahn
- Bielefelder Kreisbahnen
- Bleckeder Kreisbahn
- Kreisbahn Briesen
- Bromberger Kreisbahn
- Burgdorfer Kreisbahnen

## C
- Kreisbahn Cloppenburg-Landesgrenze

## D
- Bahnen des Kreises Deutsch Krone
- Dürener Kreisbahn

## E
- Eckernförder Kreisbahnen
- Kreisbahn Emden–Pewsum–Greetsiel
- Euskirchener Kreisbahnen

## F
- Fischhausener Kreisbahn
- Flensburger Kreisbahn
- Frankensteiner Kreisbahn
- Franzburger Kreisbahnen
- Kreisbahn Fürstenwalde–Beeskow

## G
- Geilenkirchener Kreisbahn
- Kreiswerke Geilenkirchen-Heinsberg
- Geldernsche Kreisbahn
- Gelnhäuser Kreisbahnen
- Gnesener Kreisbahn, siehe Kreisbahn Witkowo
- Görlitzer Kreisbahn
- Gostyner Kreisbahn
- Greifenhagener Kreisbahnen
- Guhrauer Kreisbahn AG

## H
- Haderslebener Kreisbahn
- Hattinger Kreisbahn
- Hersfelder Kreisbahn
- Hildesheim-Peiner Kreis-Eisenbahn-Gesellschaft
- Hörder Kreisbahn
- Hümmlinger Kreisbahn
- Hümmlinger Kreisbahn T1

## I
- Iserlohner Kreisbahn

## J
- Jarotschiner Kreisbahn
- Kleinbahnen des Kreises Jerichow I
- Jüterbog-Luckenwalder Kreiskleinbahnen
- Jülicher Kreisbahn

## K
- Kehdinger Kreisbahn
- Kirchhainer Kreisbahn siehe Ohmtalbahn
- Kostener Kreisbahnen
- Crefeld-Kreis Kempener Industrie-Eisenbahn-Gesellschaft
- Kreisbahn Krotoschin–Pleschen
- Kreisbahn Osterode–Kreiensen
- Kreiskleinbahn Kalisch–Turek

## L
- Kreisbahn Leer–Aurich–Wittmund
- Lübben-Cottbuser Kreisbahnen

## M
- Kreisbahn Mansfelder Land GmbH
- Marburger Kreisbahn
- Mindener Kreisbahnen
- Moerser Kreisbahn

## N
- Neisser Kreisbahn
- Neuwieder Kreisbahnen
- Kreisbahn Norderdithmarschen

## O
- Oberbergische Verkehrsgesellschaft AG
- Kreis Oldenburger Eisenbahn
- Kreisbahn Osterode–Kreiensen
- Osthavelländische Kreisbahnen
- Ostprignitzer Kreiskleinbahnen

## P
- Prenzlauer Kreisbahnen
- Pyritzer Kreisbahn

## R
- Kreisbahn Rathenow-Senzke-Nauen
- Rendsburger Kreisbahn
- Rosenberger Kreisbahn
- Ruhrort-Crefeld-Kreis Gladbacher Eisenbahn-Gesellschaft (siehe auch Bahnstrecke Duisburg-Ruhrort–Mönchengladbach)
- Ruppiner Eisenbahn trug bis 1913 in Preußen den Namen Ruppiner Kreisbahn, s. a. Bahnstrecke Neustadt–Herzberg

## S
- Kreisverkehrsbetriebe Saarlouis AG
- Schlawer Kreisbahn
- Schleswiger Kreisbahn
- Schmalkalder Kreisbahn
- Schmiegeler Kreisbahn
- Kreisbahn Schönermark–Damme
- Schrodaer Kreisbahn
- Kreisbahn Siegen-Wittgenstein
- Stolper Kreisbahn
- Südstormarnsche Kreisbahn

## T
- Teltower Kreisbahnen
- Trachenberg-Militscher Kreisbahn
- Teschener Kreisbahn

## W
- Waldenburger Kreisbahn
- Wehlau–Friedländer Kreisbahnen
- Westhavelländische Kreisbahnen
- Westprignitzer Kreiskleinbahnen
- Weststernberger Kreiskleinbahn
- Wirsitzer Kreisbahn
- Kreisbahn Witkowo in der ehem. Provinz Posen
- Kleinbahnen der Kreise West- und Ostprignitz
- Weststernberger Kreiskleinbahn
- Wittlager Kreisbahn
- Wreschener Kreisbahn

## Z
- Zniner Kreisbahn